# Ruwe steen
De ruwe steen is in de vrijmetselarij symbool voor de mens, de ziel. De mens die zichzelf tracht te verbeteren, die aan zichzelf werkt in maçonnieke zin, werkt aan de "ruwe steen". Het doel is de ruwe steen te bewerken tot een kubieke steen, opdat deze kan dienen bij de zinnebeeldige bouw van de Tempel, waarvan de Tempel van Salomo ten grondslag ligt.